# Ana Maria Guerra Martins
Ana Maria Guerra Martins (* 22. Juli 1963 in Lissabon) ist eine portugiesische Juristin und Richterin am Europäischen Gerichtshof für Menschenrechte.

## Leben und Wirken
Guerra Martins studierte Rechtswissenschaften an der Universität Lissabon, wo sie 1986 ihren Abschluss machte. Ab 1989 war sie in Lissabon als Universitätsassistentin tätig. 1993 erwarb sie im europäischen Gemeinschaftsrecht den Mastergrad. Von 1997 bis 1999 war sie im Rahmen eines Forschungsaufenthalts am Max-Planck-Institut für ausländisches öffentliches Recht und Völkerrecht in Heidelberg tätig. Nach ihrer Rückkehr nach Portugal wurde Guerra Martins wurde sie 2000 von der Universität Lissabon zur Dr. iur. promoviert. In der Folge war sie in Lissabon als Juniorprofessorin tätig. Von 2004 bis 2005 war sie als Gastprofessorin an den Universitäten Paris XI und Maputo tätig. Ab 2006 war sie wieder als Dozentin an der Universität Lissabon tätig und fungierte ab 2007 zusätzlich als Richterin am portugiesischen Verfassungsgerichtshof. 2011 wurde Guerra Martins schließlich volle Professorin an der Universität Lissabon.
Im Oktober 2019 wurde Guerra Martins als Nachfolgerin von Paulo Pinto de Albuquerque als Vertreterin Portugals zur Richterin am Europäischen Gerichtshof für Menschenrechte gewählt. Sie trat ihre voraussichtlich bis 2029 dauernde Amtszeit am 1. April 2020 an.

## Werke
- A natureza jurídica da revisão do Tratado da União Europeia, Lissabon, 2000 (Dissertation)
- Direito Internacional dos Direitos Humanos, Coimbra, Almedina, 2006
- Contencioso da União Europeia, Coimbra, Almedina, 2007
- A igualdade e a não discriminação dos nacionais de Estados terceiros legalmente residentes na União Europeia – da origem na integração económica ao fundamento na dignidade do ser humano, Coimbra, 2010
- Ensaios sobre o Tratado de Lisboa, Coimbra, 2011
- A participação das Regiões Autónomas nos assuntos da República, Coimbra, 2012
- Os desafios contemporâneos à ação externa da União Europeia, Coimbra, Almedina, 2018
- Estudos de Direito Internacional e da União Europeia, Coimbra, 2019
- Estudos de Direito Constitucional, Lissabon, 2019